# Haagse semimetro
De Haagse semimetro betreft het snelle openbaar vervoer in de vorm van een semimetro in de regio Den Haag. Voor de kern van dit netwerk zijn drie gekoppelde bouwkundige werken aangelegd: het viaduct met de tramstations CS en Ternoot, de tramtunnel en het viaduct door het Beatrixkwartier. Met het viaduct over CS en Ternoot (met als bijnaam Ternootbaan) ging de semimetro in 1976 van start. Bij een semimetro rijdt trammaterieel in het stadscentrum in tunnels en/of op viaducten en verder grotendeels op vrije banen. Zolang de ombouw van het tramnet naar metrostandaard niet is afgerond, is er sprake van semimetro.
De Haagse semimetro is onder meer geïnspireerd op de Brusselse premetro. Tijdens de planning en de bouw sprak men over dit systeem met de term semimetro.
Het Duitse concept Stadtbahn in bijvoorbeeld Keulen, is met de Haagse situatie - met tunnels en viaducten - vergelijkbaar. Ook de het netwerk van Charleroi, ontstaan in dezelfde periode, is vergelijkbaar omdat er naast tunnelstations ook stations op viaducten in exploitatie zijn.
In de allereerste plannen werd aan een volwaardige metro gedacht, maar daarvan is slechts papier over gebleven. Het vervoer op een enkele corridor was daarvoor te beperkt. Ook enkele van de gemeenteplannen uit 1969 voor semimetro tunnels en viaducten waren te kostbaar geacht; daarom werden ze maar gedeeltelijk aangelegd. De naam semimetro werd door gemeente verboden om te gebruiken, na het publieke debat over de Koekamplus.

## Kenmerken

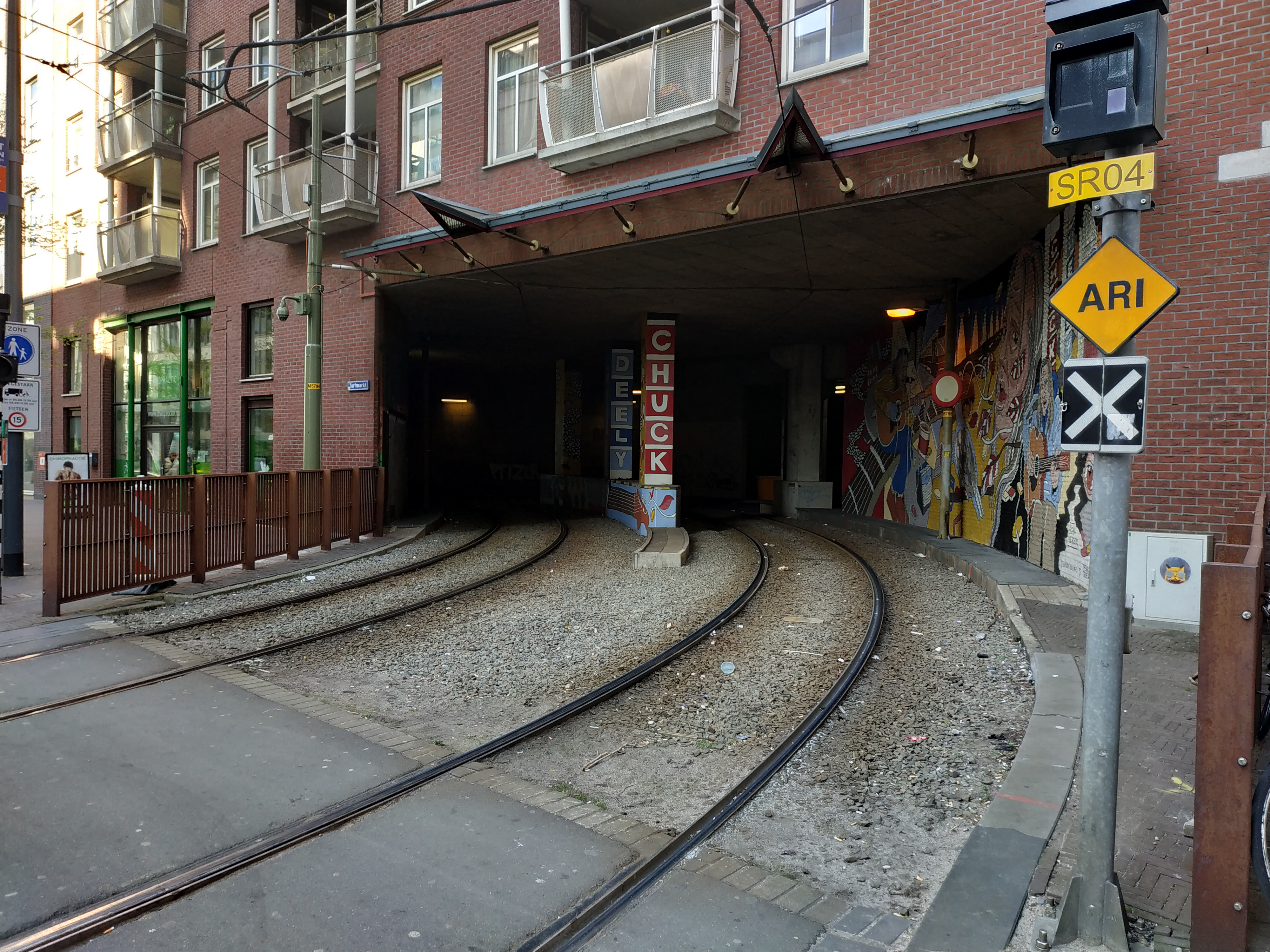
Bordje ter aanduiding van het begin van een traject met het 'ARI'-beveiliging.

Vanaf de opening van het eerste traject in 1976 was de baan uitgerust met signalering en motorwissels. Aansturing ging vanuit de Centrale Verkeersleiding (CVL) via intercom- en omroepinstallatie. Deze verhuisde toen van de Dynamostraat (hoofdkantoor HTM) naar het Centraal Station. Dit systeem heeft dienstgedaan tot in 2004. Het speciale karakter van de tramtunnel heeft er toe geleid, dat niet alleen een seinstelsel noodzakelijk wordt geacht, maar ook een systeem op de trams dat zelfstandig kan ingrijpen. Dit systeem ARI (Automatische Rem Installatie, in de tram aangeduid als Automatische Rem Ingreep), remt een tram af wanneer deze harder rijdt dan de door de seinen aangegeven snelheid.
Het aanleggen van metroachtige trajecten en aansluitend vrije banen wordt internationaal semi-metro genoemd. Later kan er eventueel groter materieel gaan rijden, vergelijkbaar met premetro en Stadtbahn. Specifiek voor Den Haag gebeurde dit bij de komst van RandstadRail toen trams van het type RegioCitadis zijn gaan rijden. Voor deze lagevloersneltrams werden perrons aangelegd van 75 meter. Op het Haagse stadsnet gebeurde dit slechts op de route van lijn 4 vanaf het centrum tot aan de Beeklaan. Ook werden de boogstralen verruimd van 25 tot 40 meter.

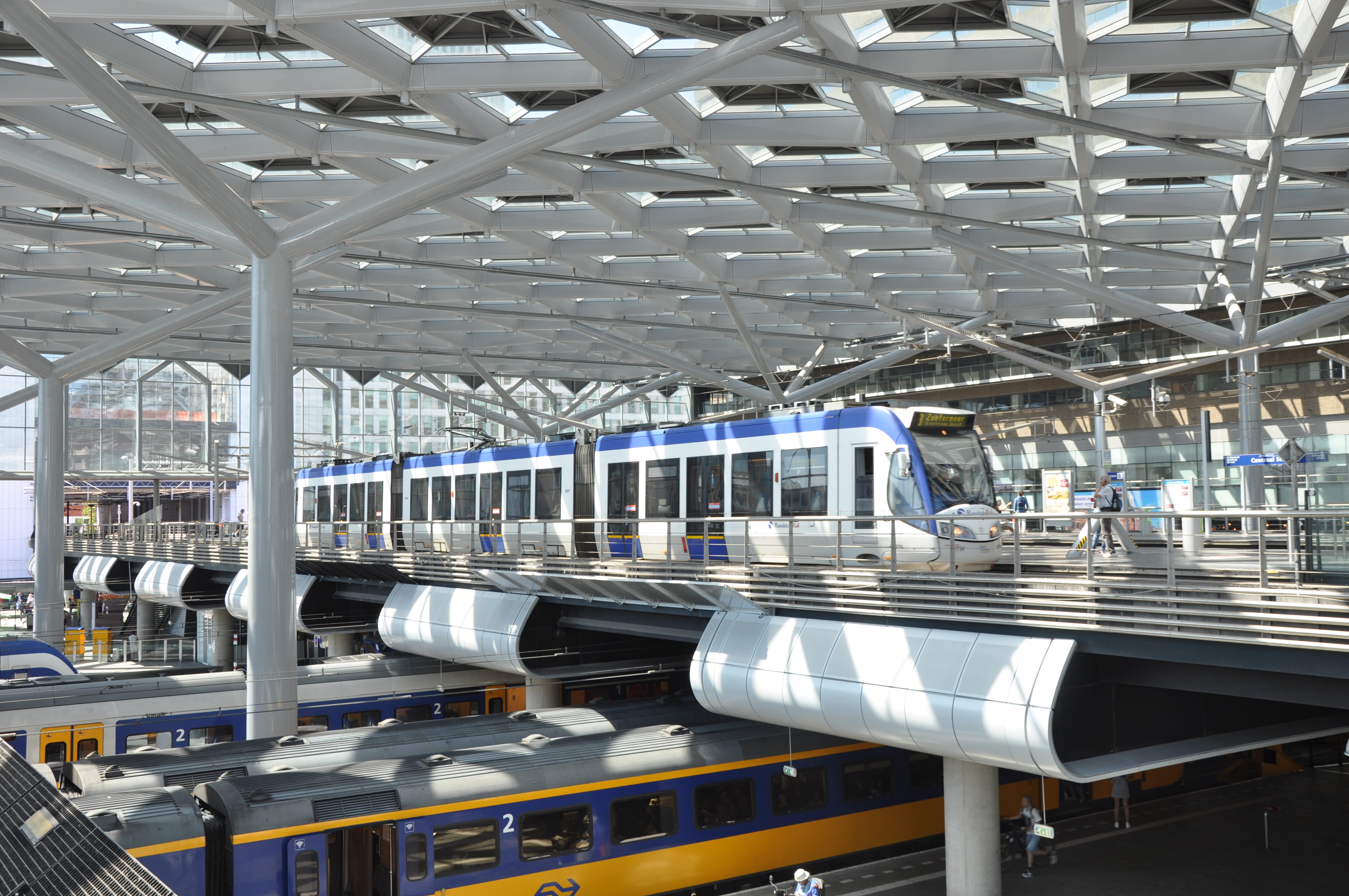
Semimetrostation 'CS Hoog'.

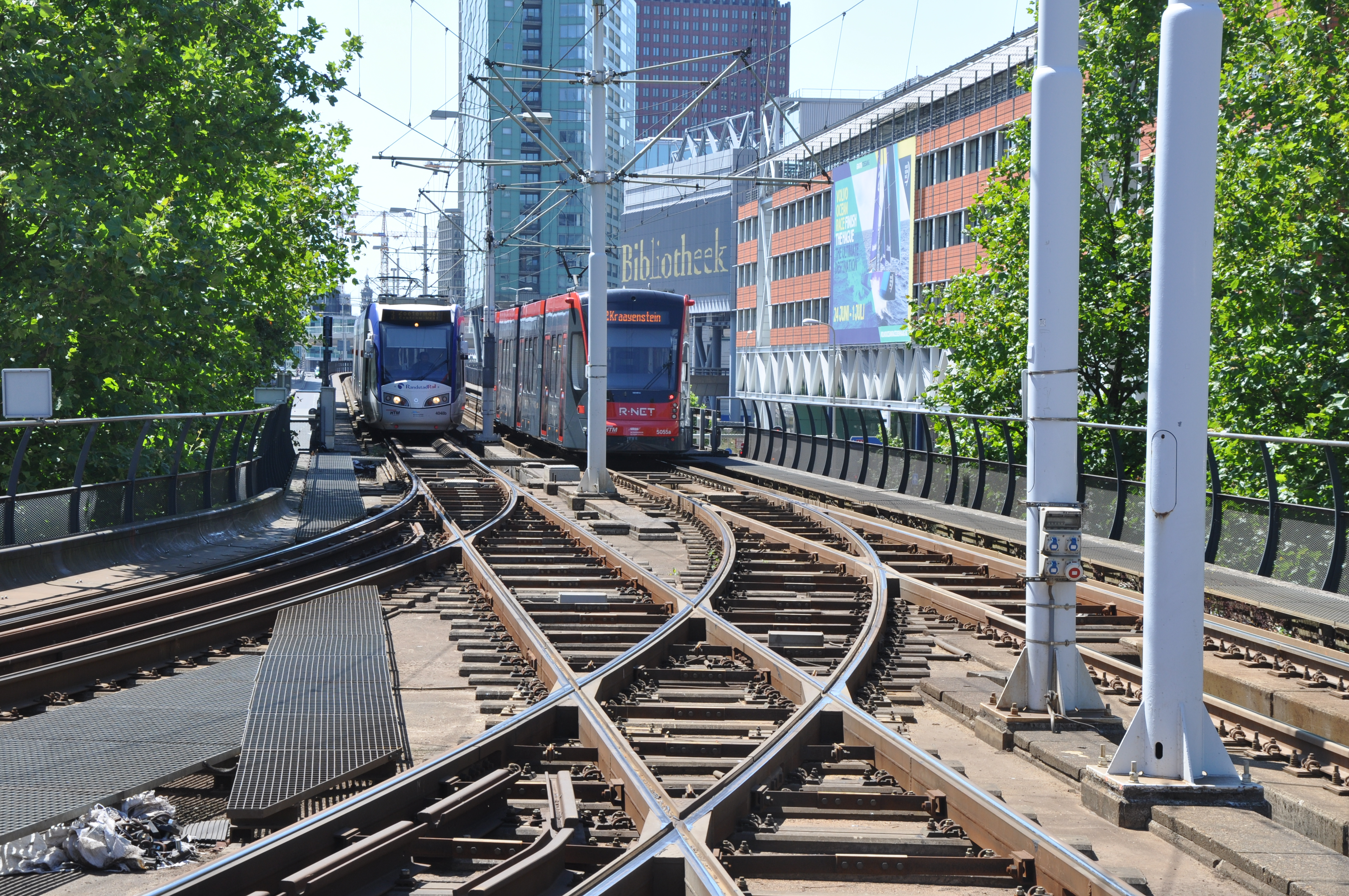
Het viaduct uit 1976, gezien richting CS.

### Stations en haltes
Binnen het kader van de Nota OV 1969 werden de volgende stations gerealiseerd:
- Centraal Station: op verhoogde baan, 1e versie geopend in 1976 (nu rijden hier lijn 2, 3, 4, 6 & 34)
- Ternoot: op verhoogde baan, 1e versie geopend in 1976 (nu lijn 2 & 6)
- Grote Markt: ondergronds, geopend in 2004 (nu lijn 2, 3, 4, 6 & 34)
- Spui: ondergronds, geopend in 2004 (nu lijn 2, 3, 4, 6 & 34)
- Beatrixkwartier: op verhoogde baan, geopend in 2006 (lijn 3, 4 & 34)

Aansluitend op het in 1976 geopende viaduct zijn twee haltes op maaiveldniveau aangelegd; lijnennetkaarten uit 1976–1981 vermelden voor dit traject 'sneltramtracé':
- Aan de centrum-zijde was er vanaf 1976 aan het begin van de helling de halte 'Wijnhaven'. Deze had aanvankelijk twee sporen, want vanaf de vier-sporige helling liepen twee sporen nog niet door. Pas later waren er vier sporen en perrons. In 1983 werd de naam 'Muzenstraat', bij de aanleg van de tramtunnel is deze halte verdwenen. De locatie is nu overbouwd door woningen en kantoren van het project De Resident. Vanuit CS gezien gaan twee sporen de tramtunnel in en twee sporen gaan naar de Kalvermarkt.
- In 1976 werd de halte Oostinje geopend. Deze is eenvoudig uitgevoerd met standaard abri's en kent aan beide zijden een voetgangersoversteek. De halte is in gebruik voor de lijnen 2 & 6.

Het HTM-tramnet kent in de gemeente Voorburg-Leidschendam nog een tramtunnel met het ondergrondse station Oosteinde voor lijn 19, dat geopend werd in 2010. 
De eerste onderdoorgang in de regio opende in 1996 naast Station HS. In 2003 werd in Leidschendam een korte onderdoorgang in gebruik genomen voor lijn 2 & 6.
Tussen 1994 en 2016 was er een onderdoorgang voor tram- en bus in Delft ten zuiden van het station. Deze laatste drie voorbeelden hebben/hadden geen halte in de "tunnel".

## Aanloop

### Plan Patijn
Burgemeester Jacob Patijn (1918—1930) krijgt de eer als eerste over een metro in Den Haag te zijn begonnen. Volgens hem was de Laan van Meerdervoort (toen al) zo druk dat ondertunneling van de aldaar rijdende tramlijn 3 nodig was. Dit idee was niet zonder visie, want sinds 2006 rijdt hier groot trammaterieel van RandstadRail, echter niet in een tunnel maar op vrije baan of op de weg.

### Plan Dudok

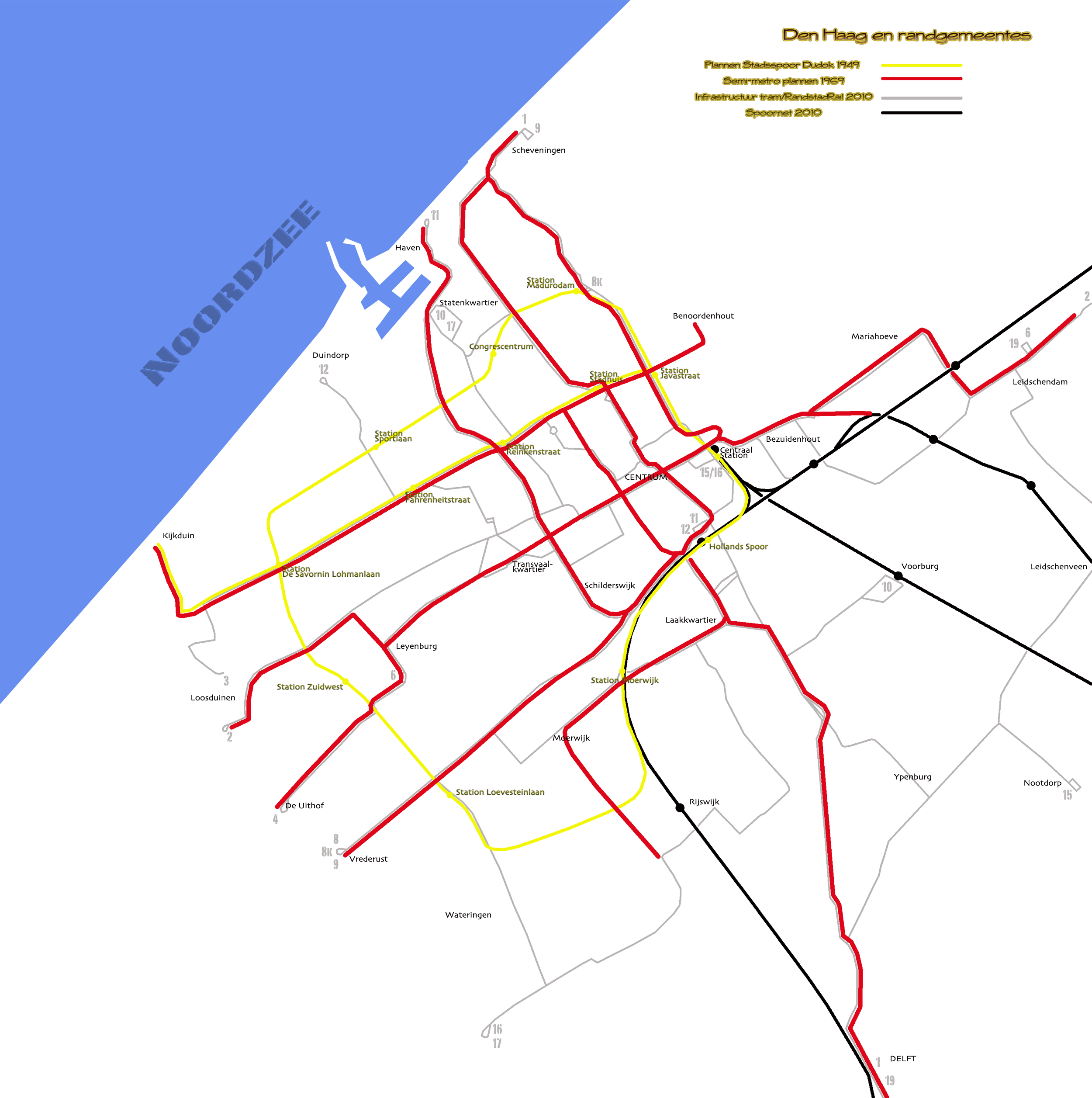
Den Haag en randgemeentes
Dudoks voorstel uit 1949
Voorstel van gemeenteraad uit 1969
Tram-/Randstadrailnet 2010
Spoornet 2010

Tot iets na de Tweede Wereldoorlog was een metro in Den Haag verder geen onderwerp van discussie; er was een fijnmazig lokaal tramnet aangevuld met enkele buslijnen. De Tweede Wereldoorlog sloeg grote wonden in Den Haag (bombardement op het Bezuidenhout) en het stadscentrum was –vooral in het Spuikwartier– door jarenlange verwaarlozing een samenraapsel van open plekken en slechte bebouwing. De gemeente stelde de stedenbouwkundige Willem Dudok aan om de stad weer op te bouwen.
Het resultaat was in 1949 het ‘Structuurplan Groot ’s-Gravenhage’. Het was een (langetermijn)plan met een ambitie die tot 1975 reikte. Men voorspelde dat Den Haag dan een inwonersaantal van rond de 850.000 zou hebben bereikt. De auto werd door Dudok gezien als hét toekomstig vervoermiddel en hij tekende brede wegen naar de zuidwestelijk stadsuitbreidingen. Toch ontwierp hij ook nieuwe openbaarvervoerlijnen. 

#### Het ontwerp
Net als de andere openbaarvervoerbedrijven in Nederland is de HTM sterk verwaarloosd uit de oorlog gekomen. In Dudoks visie krijgt Den Haag meerdere centra die door middel van sneltram met elkaar zouden worden verbonden. Hij bedenkt een soort stadsspoor dat als een ring de centra met elkaar gaat verbinden. Ondergronds loopt deze lijn vanaf het Staatsspoor naar Madurodam en buigt daar af in de richting van het Gemeentemuseum, bij de Sportlaan –ter hoogte van het huidige terrein van de sportvereniging H.V. & C.V. Quick– buigt het spoor af naar het De Savornin Lohmanplein. Daarna loopt de lijn via de huidige Groen van Prinstererlaan naar de Dedemsvaartweg en bereikt de huidige Meppelweg. De lijn – bovengronds vanaf het De Savornin Lohmanplein – vervolgt haar weg via de huidige Wateringse Noordweg naar de huidige Rijswijkse Van Vredenburchweg en sluit aan op de spoorlijn Rotterdam - Den Haag. Ook was vanaf de Javastraat onder de gehele Laan van Meerdervoort een ondergrondse aftakking gedacht naar het einde van die laan. Doortrekking naar de badplaats Kijkduin was een optie.
Voor het stadsspoor wordt bepaald dat tussen de nieuwbouwwijken Berestein en Bouwlust –aan de Dedemsvaartweg– een brede strook van ongeveer 300 meter  niet mag worden bebouwd. Hier was ook een stadsautoweg gepland. En passant tekende de gemeente op eigen initiatief nog meerdere ondergrondse tramlijnen erbij: er verschenen lijnen onder de Grote Marktstraat, Prinsegracht, Melis Stokelaan en het Spui. Het grote naoorlogse probleem was echter financieel: alle plannen bleken onhaalbaar. Daarmee ging in eerste instantie een streep door al deze ambities, om tientallen jaren later weer boven te komen.

### Ontwikkelingen
Eind jaren 1950 is het particuliere verkeer sterk aan het toenemen en het gebruik van het openbaar vervoer neemt sterk af. Vele tramlijnen (en zelfs de spoorlijn langs Marlot naar Scheveningen) worden opgeheven. Het voortbestaan van het tramnet wordt bediscussieerd: het is investeren en rationaliseren óf opheffen. Ook wil de gemeente de grond langs de Dedemsvaartweg gaan bebouwen maar de NS is hier tegen; deze wil de stadsspoorweg uit het plan Dudok nog steeds realiseren. De aanleg van sportvelden wordt wel toegestaan.

### Plan Lehner
Het Plan Lehner, dat als structuurplan in november 1964 gepresenteerd werd, bevatte een groot aantal aanbevelingen om het OV-net in de Haagse regio te verbeteren. Een opvallend deel was de Zoetermeer Stadslijn, die toen nog een ellips was (dus nog geen krakeling) en gepland om bediend te worden door trams van lijn 6. Om het te verwachtte hoge vervoer mogelijk te maken, zou er een tramtunnel in het Haagse centrum komen. Lehner stelde voor tramlijn 6 te versnellen en deze onder de Prinsegracht, ’s-Gravenzandelaan en Steijnlaan te laten lopen. Een optie was om de Zoetermeerse ringlijn en de tramtunnel te verbinden door een lang viaduct door het Bezuidenhout, dat uiteindelijk in 1976 in verkorte vorm als 'Ternootbaan' in gebruik is genomen.

## Geschiedenis
Vanaf 1966 hanteerde de gemeente Den Haag de term semimetro, maar meer gedetailleerd uitgewerkte plannen werden in een gemeentelijke nota uit 1969 gelanceerd.

### Nota OV 1969
De Nota Openbaar Vervoer 1969 (kortweg Nota OV 1969) is een nota die het begin was van grote ontwikkelingen in de regio Den Haag. Zo werd met het aannemen van de nota het mogelijk om een Centraal Station te ontwikkelen. Ook kon een begin worden gemaakt met de Haagse semimetro en een uitgebreide spoorverbinding met satellietstad Zoetermeer worden gerealiseerd.

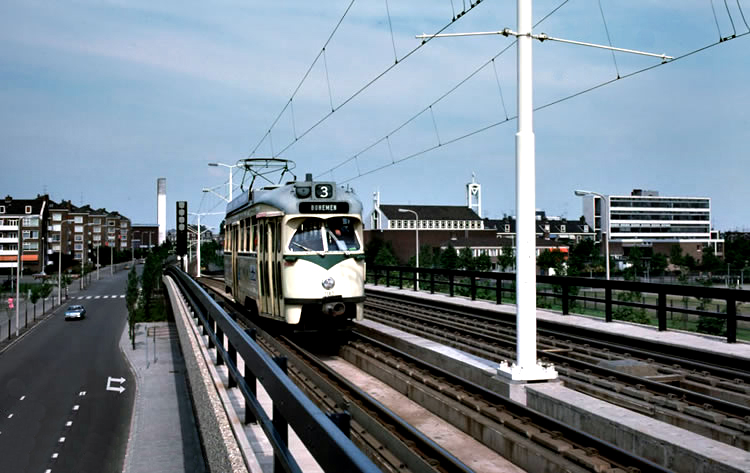
PCC tram vlak voor station Ternoot komend van de Juliana van Stolberglaan

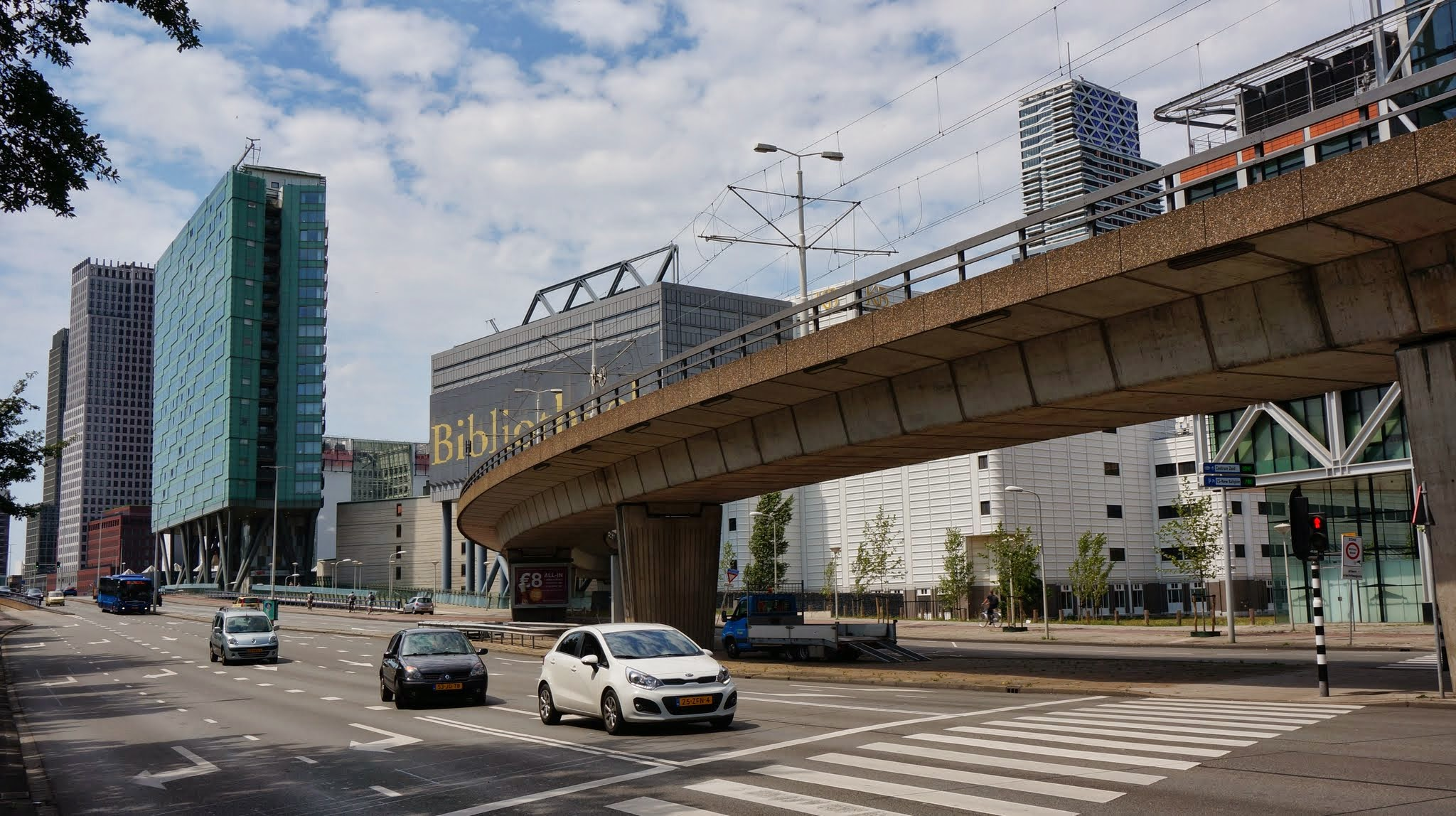
Het tramviaduct gezien richting binnenstad tussen de stations Ternoot en CS-hoog.

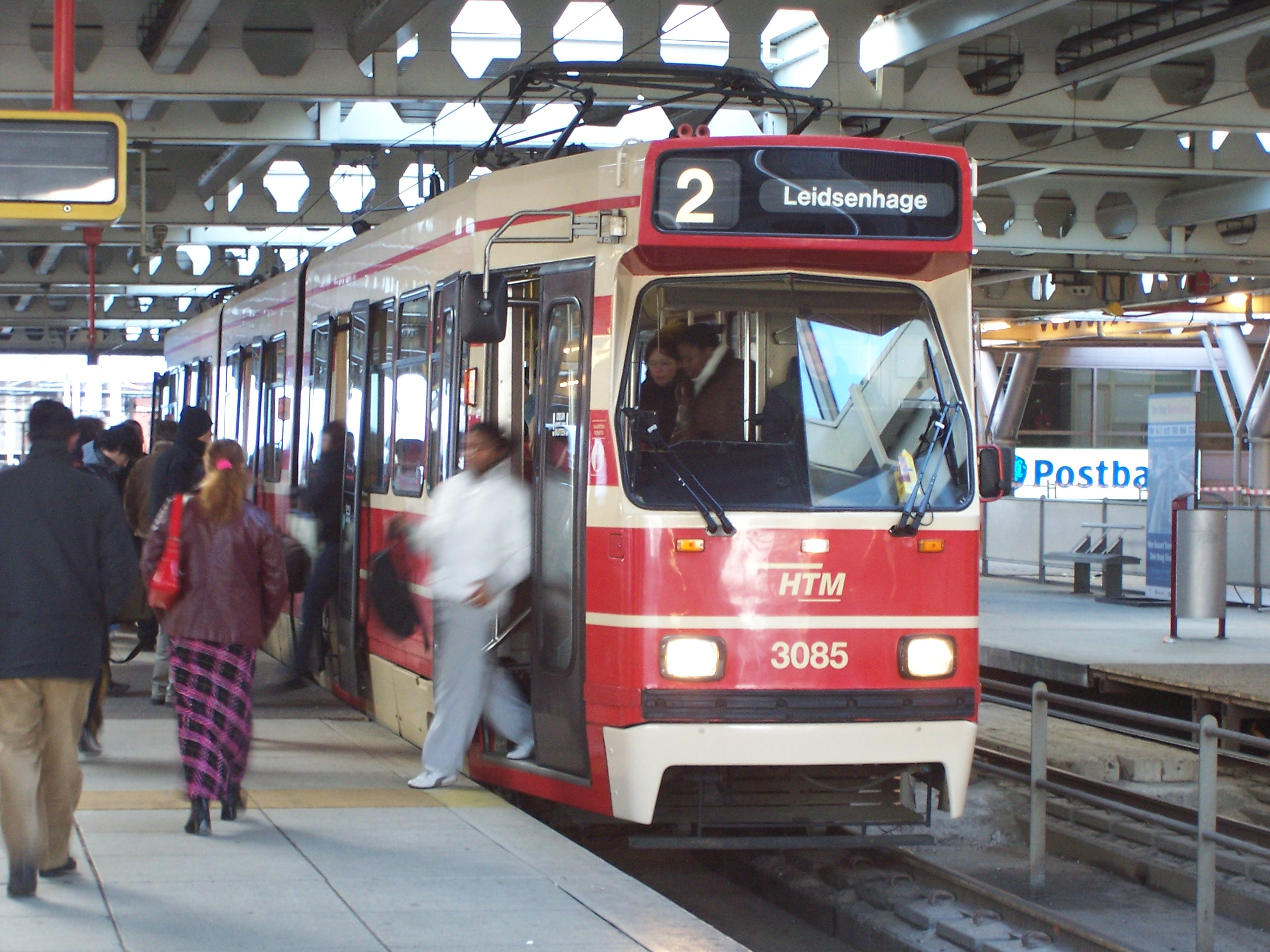
De eerste versie van 'CS-hoog'.

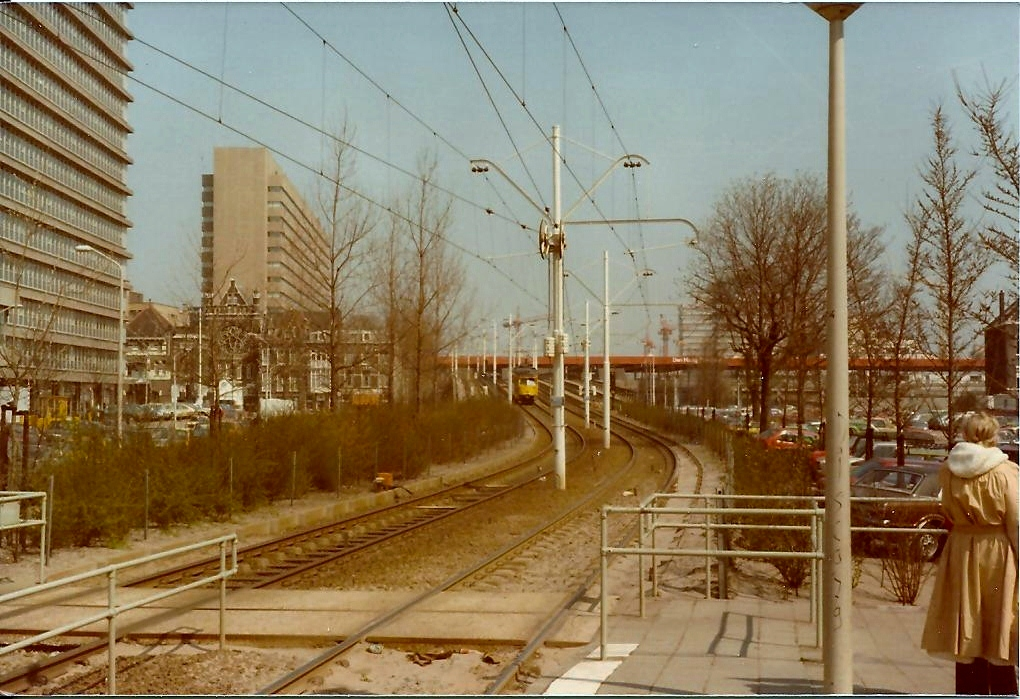
De andere kant van het traject: het (inmiddels overbouwde) Muzenviaduct.

Een voordeel van de nota is het kunnen uitvoeren van dit alles in een aantal fases. De eerste fase is de bouw van een Centraal Station op de plek van het Staatsspoor met boven op dit station drie aftakkingen voor deze semimetro: een over een viaduct naar het Bezuidenhout, een tweede naar het centrum langs de Muzenstraat, en de derde "door" de Koekamp naar de Bosbrug en Scheveningen. De tweede fase werd door de gemeenteraad in 1973 besproken. Er werd toen besloten eerst een tunnel (voor lijn 9) aan te leggen in aansluiting op het viaduct en dan naar het Spui richting het zieken. Deze tunnel zou ondergrondse stations ter hoogte van de Wijnhaven en de huidige Centrale Bibliotheek krijgen. Daarna werd er een tramtunnel beginnende onder Prinsegracht voorzien met een doorbraak over de ’s Gravenzandelaan naar de Escamplaan (bedoeld voor een ‘rechtgetrokken’ tramlijn 6). De ondertunneling van de Grote Marktstraat werd geschrapt, maar met de optie om deze in een later stadium alsnog aan te leggen. Doordat de gemeente in de jaren 1980 geen grote projecten wilde ontwikkelen, duurde het tot 1996 voordat de aanleg kon beginnen. Reeds in 1975 werd besloten dat de in 1973 nieuw voorgestelde tunnels voor lijn 9 en die voor lijn 6 niet gebouwd zouden worden.

#### Resultaat
De meeste vrije banen werden in de jaren 1970 en 1980 aangelegd. De lengte gerekend in dubbelspoor, steeg in de periode van 1968 tot 1979 van 61,9 naar 70,9 kilometer. In dezelfde periode steeg het aantal passagiers van 48,5 naar 55 miljoen. Wat verder gerealiseerd werd, is de al gesloopte keerlus "achter" het Centraal Station. De sporen voor de aansluiting op de Koekamplus waren door die keerlus heen gelegd, maar zijn nooit verlengd. Bij de ombouw voor RandstadRail is de parkeergarage met daarop de keerlus en de aanzet van de Koekamplus afgebroken. Wat volgens het plan werd gebouwd is het Centraal Station, het tramtracé tussen Muzenstraat en Juliana van Stolberglaan, en veel later de tramtunnel en de netkous als verbinding tussen het tramnet en de Zoetermeerse 'krakeling'. Deze verbinding naar Zoetermeer was in 1969 nog over de Juliana van Stolberglaan gedacht.

#### Dooievaar
Het geplande viaduct voor tramlijn 9 door de Koekamp veroorzaakt controverse en lokale volkswoede. Actiegroep Dooievaar is begin jaren 1970 zeer actief in Den Haag. Zij verzetten zich tegen, in hun ogen ‘onzalige’ verkeersplannen van de gemeente Den Haag: Utrechtsebaan, een binnenstadsruit met een dwarsweg en een gedempte gracht bij de Mauritskade en de Rotterdamsebaan boven de Rijswijkseweg.
Dooievaar was handig in het met fotomontages visueel maken van de gevolgen van al deze maatregelen en vond in de Haagsche Courant een medestander. Dooievaar opende de ogen van de politiek maar er was al veel schade aangericht. De Koekamplus vond geen genade bij Dooievaar en hun succesvolle actie laat de gemeente op haar schreden terugkeren. Op 30 juni 1980 schrapt de gemeenteraad de Koekamplus en wordt voor een gelijkvloerse variant over onder meer het Lage Zand gekozen onder de technische naam 'Forumvariant 6A'.

#### Kentering
Uiteindelijk worden de trams vanaf 1983 op straatniveau voor de route centrum - Centraal Station - Bosbrug via een lus langs de Schedeldoekshaven geleid. De gemeente bleef voor de semimetro vasthouden aan een ondertunneling van de Grote Marktstraat met een aftakking naar het Spui in de richting van Rijswijk. Na de Grote Marktstraat moest de lijn toch via Jan Hendrikstraat en de al gedeeltelijk afgebroken wijk Kortenbos ondergronds naar de Laan van Meerdervoort worden gevoerd.
Het enthousiasme nam in de gemeenteraad echter meer en meer af en uiteindelijk viel in februari 1975 het besluit: voorlopig geen verdere aanleg van semimetro-trajecten. Het werd ambtenaren zelfs verboden om het woord semimetro nog te gebruiken. De nieuwe term was voorlopig "sneltram"; op lijnennetkaarten uit 1976–1981 staat dan ook "sneltramtracè", of sneltram. Het traject staat speciaal aangeduid, evenals de vier haltes. In 1981 gebeurde dat voor het laatst; de term werd toen ook afgeschaft. 
De geplande tunnels uit de nota kwamen er dan ook niet. Als alternatief voor de tunnel voor lijn 6 werd een route via de Apeldoornse laan bedacht. Dat was het zesde alternatief voor wat in het plan Lehner stond. Uiteindelijk werd die route op de Apeldoornse laan aangelegd in 2005, maar dan voor RandstadRail 4.
De economische neergang in de jaren 1980 leidde tot stagnatie: er werd niet meer in semimetro-termen gedacht en aan de Dedemsvaartweg werd bebouwing op het stadsspoortracé toegestaan. Toch zijn de sportvelden er in 2019 nog steeds. Wel werd lijn 2 als gewone stadstramlijn aangelegd en kreeg lijn 3 een korte verlenging naar Loosduinen. Eind jaren 80 peilde de HTM of het de Zoetermeerlijn toch over kon nemen. Een ontwerp voor een tramtrein (gebaseerd op de GTL-trams, van 45 meter lang en 2,65 meter breed die naar het Statenkwartier kan doorrijden) verscheen in de kranten.

## Hernieuwde plannen

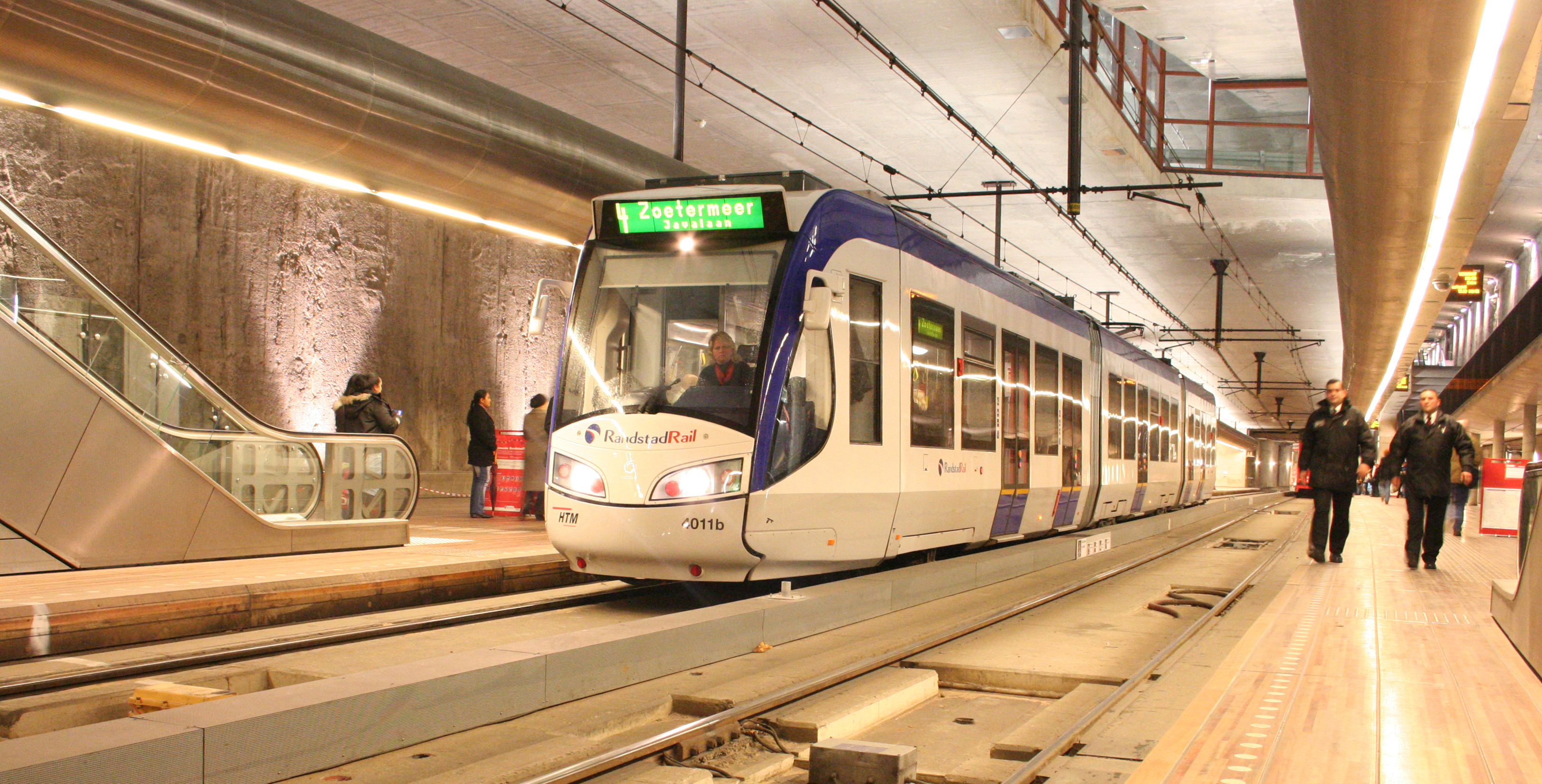
De tramtunnel onder het centrum.

#### De tramtunnel
In de jaren 90 werd duidelijk dat op het kruispunt Grote Marktstraat/Spui de toename van het tram-, bus- en particulier verkeer zodanig toenam dat overdag 55 minuten van één uur door trams worden ingenomen. De indienststelling van de nieuwe tramlijnen 15 en 17 verergerden deze situatie. Ook het nieuwe stadhuis is een grote publiekstrekker en het plan voor een ondertunneling van de kruising kwam weer uit de kast. Men stelde een korte variant voor: van de Muzenstraat bij de Kalvermarkt onder de grond en bij de Prinsegracht, vóór de Brouwersgracht weer boven de grond. Buitenlandse voorbeelden zoals in Keulen en het Ruhrgebied werden als voorbeeld genomen hoe zoiets zou kunnen slagen. De plaatselijke winkeliersvereniging – kennelijk een sterke lobby – sputterde tegen en ageerde vooral tegen jaren van bouwoverlast. De gemeente suste dit door de tramtunnel met een parkeergarage te combineren en een bouwmethode te kiezen waarbij eerst damwanden worden geslagen, direct een dak wordt gemaakt en daaronder gegraven (wanden-dakmethode). De aanleg van de 1250 meter lange tunnel startte in december 1996 en men wilde in maart 2000 de eerste trams door de tunnel laten rijden. De wanden-dak-methode bleek grote technische problemen op te leveren. Er waren vele lekkages, waardoor de bouw vier jaar vertraging opliep. Tijdens de bouw moest de tunnel onder water worden gezet om tegendruk te geven voor het instromende grondwater. De Haagse wethouder Meijer ontsnapte aan dit dossier door op 14 juli 2000 burgemeester van Zwolle te worden. De tunnel werd dubbel zo duur als begroot en moest met overdruk worden afgebouwd. Op 16 maart 2004 werd de tunnel feestelijk in gebruik genomen.

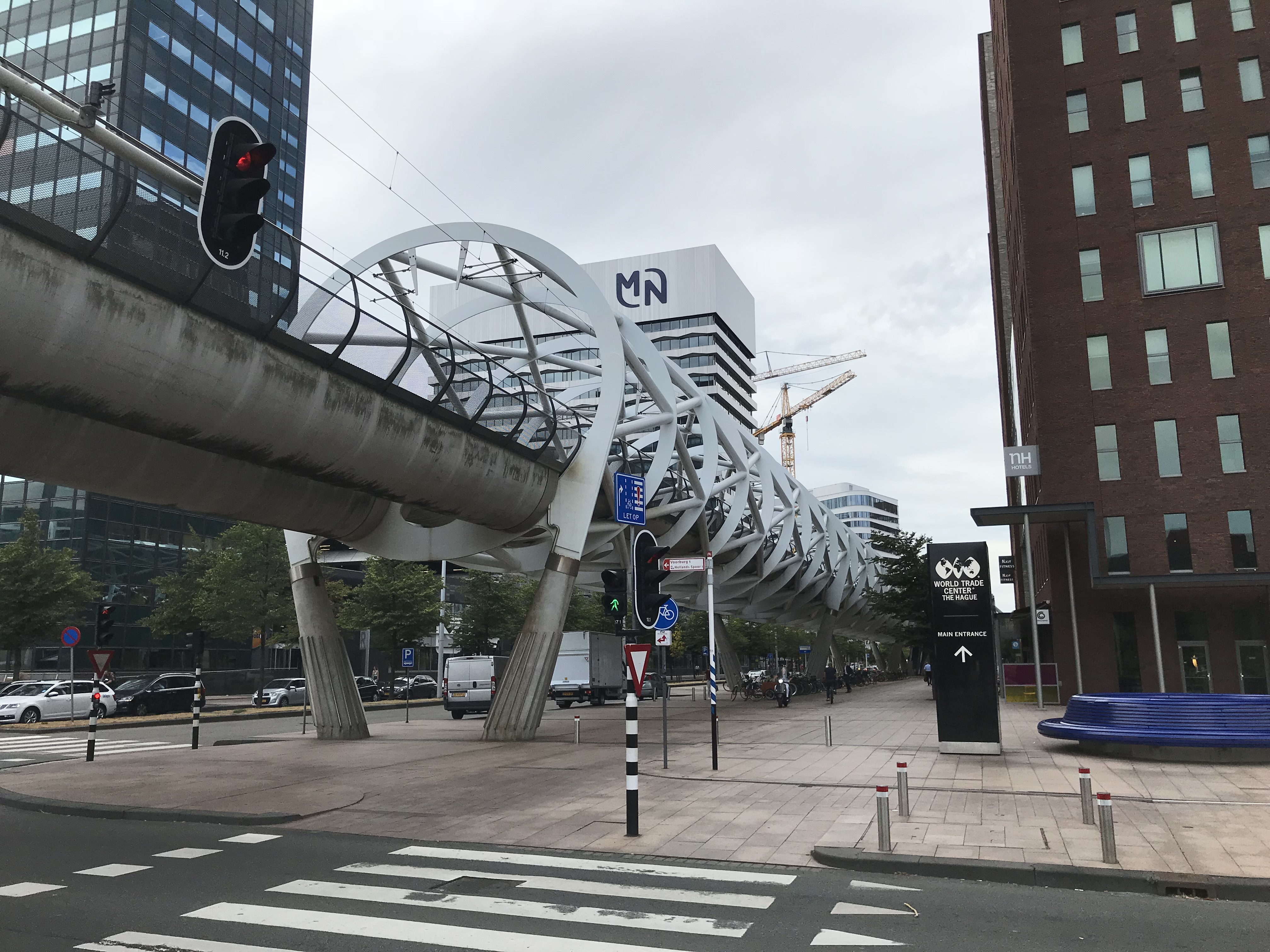
Tramviaduct in het Beatrixkwartier

#### RandstadRail
Tegelijkertijd vindt er vanaf 1986 een heroriëntatie plaats op de Zoetermeerlijn; de NS wilden de exploitatie van die lijn en de Hofpleinlijn aan andere aanbieders overdoen. De eerste versie het plan RandstadRail werd op 31 mei 1988 gepresenteerd. De koppeling van RandstadRail met de tramtunnel lag voor de hand maar de vraag was waar dan deze koppeling plaats moest vinden. Het semimetro-plan om over de hele Juliana van Stolberglaan te gaan werd opnieuw in 1997 gepresenteerd. Dit stuitte op verzet en haalde het politiek niet. Het alternatief, doortrekken van het viaduct over de Prinses Beatrixlaan, haalde het in 2001 wel. Den Haag heeft een semimetro met groot materieel als in 2006 RandstadRail van de tunnel en het viaduct op de Beatrixlaan (Netkous) gebruik gaat maken.